# NGC 4065
NGC 4065 је елиптична галаксија у сазвежђу Береникина коса која се налази на NGC листи објеката дубоког неба.
Деклинација објекта је + 20° 14' 9" а ректасцензија 12h 4m 6,3s. Привидна величина (магнитуда) објекта NGC 4065 износи 12,7 а фотографска магнитуда 13,7. Налази се на удаљености од 16,0000 милиона парсека од Сунца. NGC 4065 је још познат и под ознакама NGC 4057, UGC 7050, MCG 4-29-7, CGCG 98-42, CGCG 128-7, VV 179, PGC 38156.